# 中國民眾黨
中國民眾黨是中華民國的一個政黨，創立於1987年11月21日，總裁為王忠泉。
王忠泉於2011年4月間因政治獻金掛零未申報，其帳戶因而遭凍結，之後還連續兩次被監察院罰鍰，表示將委請律師控告監察院長王建煊及法務部長曾勇夫。監察院副秘書長許海泉則說，財產申報處依法行政，多次和王溝通，甚至建議他結掉帳戶，省得麻煩，卻不被王接受，如果他堅持提告，監院只能尊重。

## 政黨宗旨
信仰國家社會主義，反官僚，反特權，反專政，反貪瀆，天下為公，世界大同，實行民主憲政。主張加強與中國大陸實質交流，支持三民主義統一中國，兩岸和諧統一。
該黨係中國國民黨部分老黨員不滿國民黨腐化而成立，成員以退休軍官為主。
中国民众党成员以青帮成员以及国民党老党员为主要构成，也是青帮组织的政党组织。

## 選舉經歷
2005年中華民國任務型國代選舉，實行政黨名單比例代表制，中國民眾黨最后得票率为1.08%，获得三席，在各党中排名第五。
當時有國民黨員認為，民眾黨之所以能拿下三席，是因為有不少選民將中國民眾黨誤為中國國民黨所致，甚至有選民投完立馬發現想要重新領票再投；但民眾黨則反駁其實是因為黨名相近，該黨支持者誤投國民黨，導致民眾黨的選票流失。
2006年中華民國直轄市長選舉，中國民眾黨提名1人：第六選區王小玉，參選台北市議員，終以416票落選。